# La luz incidente
La luz incidente es una película dramática argentina de 2015 escrita y dirigida por Ariel Rotter y protagonizada por Érica Rivas y Marcelo Subiotto.

## Sinopsis
Desde la muerte de su marido que Luisa no lográ encaminar su vida. Hay asuntos familiares pendientes de resolver, preguntas para las que no existe respuesta aparente y ciertos datos del pasado que ahora se revelan, la reafirman en la idea de que podría existir una verdad oculta. Por lo demás, la realidad también plantea demandas: Luisa es muy joven, tiene dos niñas y una casa que sostener. Sin embargo la llegada de un hombre desconocido le propone rehacer su vida.

## Reparto
- Érica Rivas como Luisa
- Marcelo Subiotto como Ernesto
- Susana Pampín como Madre de Luisa
- Elvira Onetto como Nelly
- Rosana Vezzoni como Mary
- Roberto Suárez como Socio
- Greta Cura como Julia
- Lupe Cura como María
- Gera Maleh como Ramos

## Recepción

### Crítica
La luz incidente recibió aclamación de la prensa especializada. En el sitio Todas Las Críticas, la cinta recibió una aprobación del 100 % basado en 35 críticas las cuales promedian 81/100 convirtiéndola en la película argentina mejor recibida del 2016.

## Premios y nominaciones
| Año  | Premio          | Categoría                          | Nominados        | Resultado | Ref.  |
| ---- | --------------- | ---------------------------------- | ---------------- | --------- | ----- |
| 2017 | Premios Sur     | Mejor película                     | La luz incidente | Ganador   | [ 3 ] |
| 2017 | Premios Sur     | Mejor dirección                    | Ariel Rotter     | Ganador   | [ 3 ] |
| 2017 | Premios Sur     | Mejor guion original               | Ariel Rotter     | Nominado  | [ 3 ] |
| 2017 | Premios Sur     | Mejor actriz                       | Érica Rivas      | Nominada  | [ 3 ] |
| 2017 | Premios Sur     | Mejor actor                        | Marcelo Subiotto | Nominado  | [ 3 ] |
| 2017 | Premios Sur     | Mejor actor revelación             | Marcelo Subiotto | Ganador   | [ 3 ] |
| 2017 | Premios Sur     | Mejor actriz de reparto            | Susana Pampín    | Nominada  | [ 3 ] |
| 2017 | Premios Sur     | Mejor fotografía                   | Guillermo Nieto  | Ganador   | [ 3 ] |
| 2017 | Premios Sur     | Mejor montaje                      | Eliane Katz      | Ganador   | [ 3 ] |
| 2017 | Premios Sur     | Mejor dirección de arte            | Aili Chen        | Ganador   | [ 3 ] |
| 2017 | Premios Sur     | Mejor diseño de vestuario          | Mónica Toschi    | Nominado  | [ 3 ] |
| 2017 | Premios Sur     | Mejor música original              | Mariano Loiácono | Nominado  | [ 3 ] |
| 2017 | Premios Sur     | Mejor maquillaje y caracterización | Emanuel Miño     | Nominado  | [ 3 ] |
| 2017 | Premios Platino | Mejor Música Original              | Mariano Iacono   | Nominado  | [ 4 ] |
| 2017 | Premios Platino | Mejor Dirección de Arte            | Aili Chen        | Nominado  | [ 4 ] |
| 2017 | Premios Platino | Mejor dirección de fotografía      | Guillermo Nieto  | Nominado  | [ 4 ] |

| Festivales de Cine                                                 | Festivales de Cine                  | Festivales de Cine        | Festivales de Cine | Festivales de Cine |
| Festival                                                           | Fecha de evento                     | Categoría                 | Premio             | Ref                |
| ------------------------------------------------------------------ | ----------------------------------- | ------------------------- | ------------------ | ------------------ |
| Festival Internacional de Cine de Mar del Plata                    | 18 al 27 de noviembre de 2015       | Mejor actriz              | Ganador            | [ 5 ]              |
| Festival Internacional de Cine de Mar del Plata                    | 18 al 27 de noviembre de 2015       | FIPRESCI                  | Ganador            | [ 5 ]              |
| Festival Internacional de Cine de Mar del Plata                    | 18 al 27 de noviembre de 2015       | ACCA                      | Ganador            | [ 5 ]              |
| Festival Internacional de Cine de Mar del Plata                    | 18 al 27 de noviembre de 2015       | SAGAI                     | Ganador            | [ 5 ]              |
| Festival Internacional del Nuevo Cine Latinoamericano de La Habana | 3 al 13 de diciembre de 2015        | Mejor dirección artística | Ganador            | [ 6 ]              |
| Festival Internacional del Nuevo Cine Latinoamericano de La Habana | 3 al 13 de diciembre de 2015        | Mejor fotografía          | Ganador            | [ 6 ]              |
| Festival Internacional de Cine de Róterdam                         | 27 de enero al 7 de febrero de 2016 | Mejor película            | Nominado           | [ 7 ]              |
| Festival Internacional de Cine de Punta del Este                   | 21 al 27 de febrero de 2016         | Mejor película            | Ganador            | [ 8 ]              |
| Festival Internacional de Cine de Punta del Este                   | 21 al 27 de febrero de 2016         | Mejor actriz              | Ganador            | [ 8 ]              |
| Festival Internacional de Cine de Miami                            | 4 al 13 de marzo de 2016            | Gran Premio del Jurado    | Nominado           | [ 9 ]              |
| Festival Internacional de Cine Independiente de Cosquín            | 4 al 8 de mayo de 2016              | Mejor película            | Ganador            | [ 10 ]             |